# Stalebeek
De Stalebeek is een beek in Nederlands Zuid-Limburg in de gemeente Meerssen. De beek ligt bij Geulle en Bunde op de rechteroever van de Maas en heeft een lengte van ongeveer een halve kilometer.
Op ongeveer 300 meter noordelijker ligt de Berghorstbeek en op ongeveer 250 meter zuidelijker ligt de bron van de Bunderbeek.

## Ligging
De beek ligt op de westelijke helling van het Centraal Plateau in de overgang naar het Maasdal. De bron van de beek ligt in het Bunderbos op de helling ten noorden van Bunde en ten oosten van Brommelen. In het hellingbos ligt de bron van de beek ten oosten naast de spoorlijn Maastricht - Venlo. Nadat de beek onder de spoorlijn doorgegaan is stroomt de beek in westelijke tot zuidwestelijke richting. Ongeveer halverwege komt vanuit zuidelijke richting de Bunderbeek uit op de Stalebeek. Bij de Pasweg aan de rand van Brommelen vloeit de beek samen met de Rijnbeek tot de Verlegde Broekgraaf, die op haar beurt bij Kasteel Geulle samenvloeit met de Molenbeek en de Zandbeek om de Oude Broekgraaf te vormen die uiteindelijk in de Maas uitmondt.

## Geologie
De Stalebeek ontspringt ten zuiden van de Geullebreuk op een hoogte van ongeveer 58 meter boven NAP (ten oosten van de spoorlijn). Op deze hoogte (ten oosten van de spoorlijn) dagzoomt klei uit het Laagpakket van Kleine-Spouwen dat in de bodem een ondoorlatende laag vormt, waardoor het grondwater op deze hoogte uitstroomt.

## Geschiedenis
De Stalebeek is vroeger ten westen van de spoorlijn rechtgetrokken en kwam ze te liggen tussen verhoogde oevers. In de periode 2015-2021 werd de beek vrijgelaten uit haar rechte en opgeleide beekloop en kan sindsdien weer vrij stromen.